# Caphornia
Caphornia là một chi bướm đêm thuộc họ Noctuidae.